# Desacelerador Supersônico de Baixa Densidade

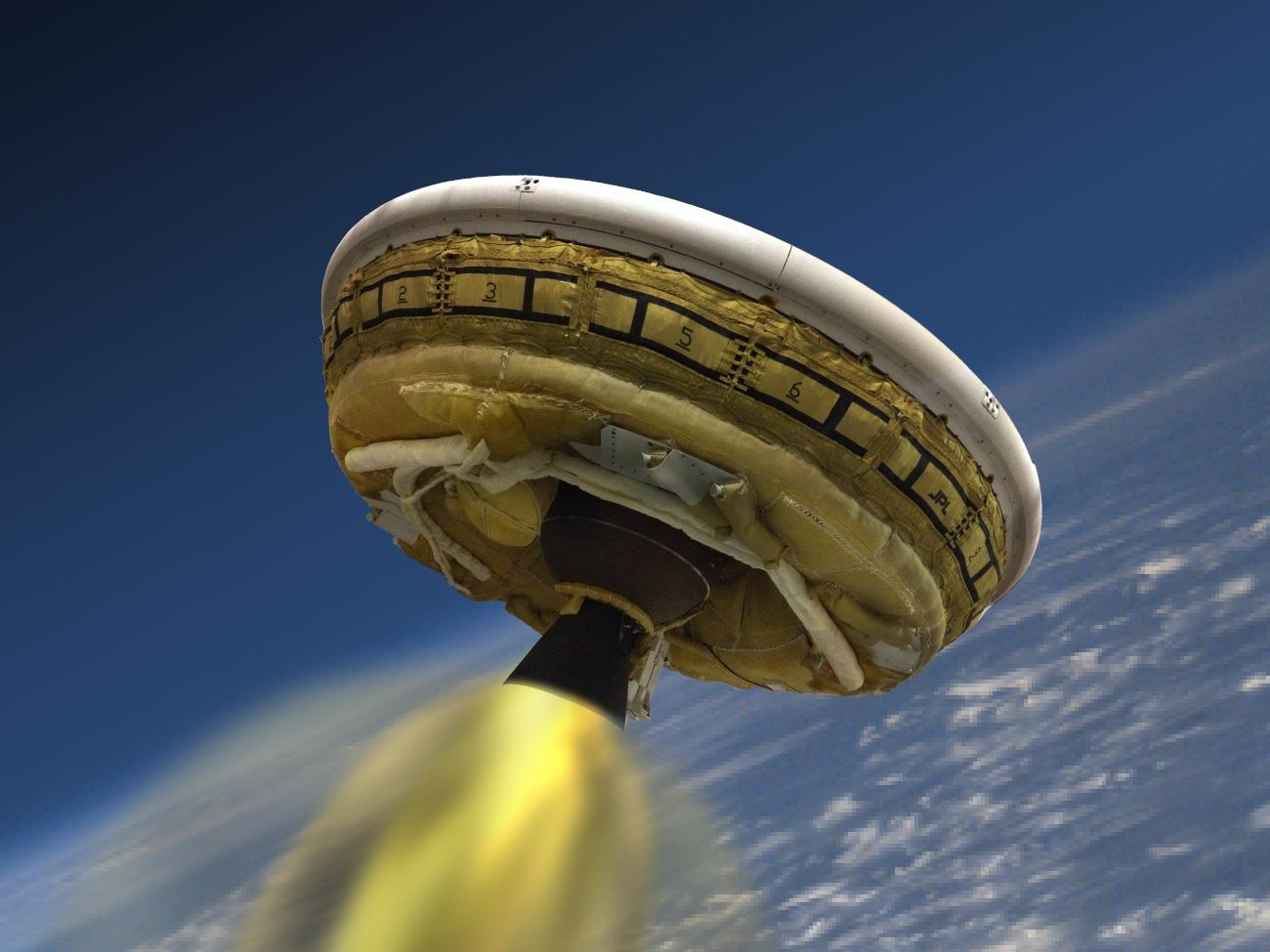
Concepção artística do veículo DSBD de ensaio em voo.

O Desacelerador Supersônico de Baixa Densidade ou DSBD (do inglês Low-Density Supersonic Decelerator ou LDSD) é um dos veículos de reentrada concebidos para testar técnicas de entrada na atmosfera de Marte. O DSBD tem forma de disco e usa uma estrutura inflável chamada de Desacelerador Supersônico Inflável (SIAD–R), que é essencialmente um balão em forma de anel, para criar arrasto atmosférico, a fim de desacelerar o veículo antes de implantar um grande paraquedas supersônico. A meta do projeto é desenvolver um sistema capaz de reentrada de desembarque em Marte com capacidade de 2 a 3 toneladas de cargas, ao contrário do limite de uma tonelada de sistemas atualmente utilizados.
O veículo está sendo desenvolvido e testado pelo Laboratório de Propulsão a Jato da NASA. Mark Adler é o gerente do projeto.
O veículo foi testado em 2014 e 2015, e um terceiro teste está previsto para 2016.